# Frederik Dekkers

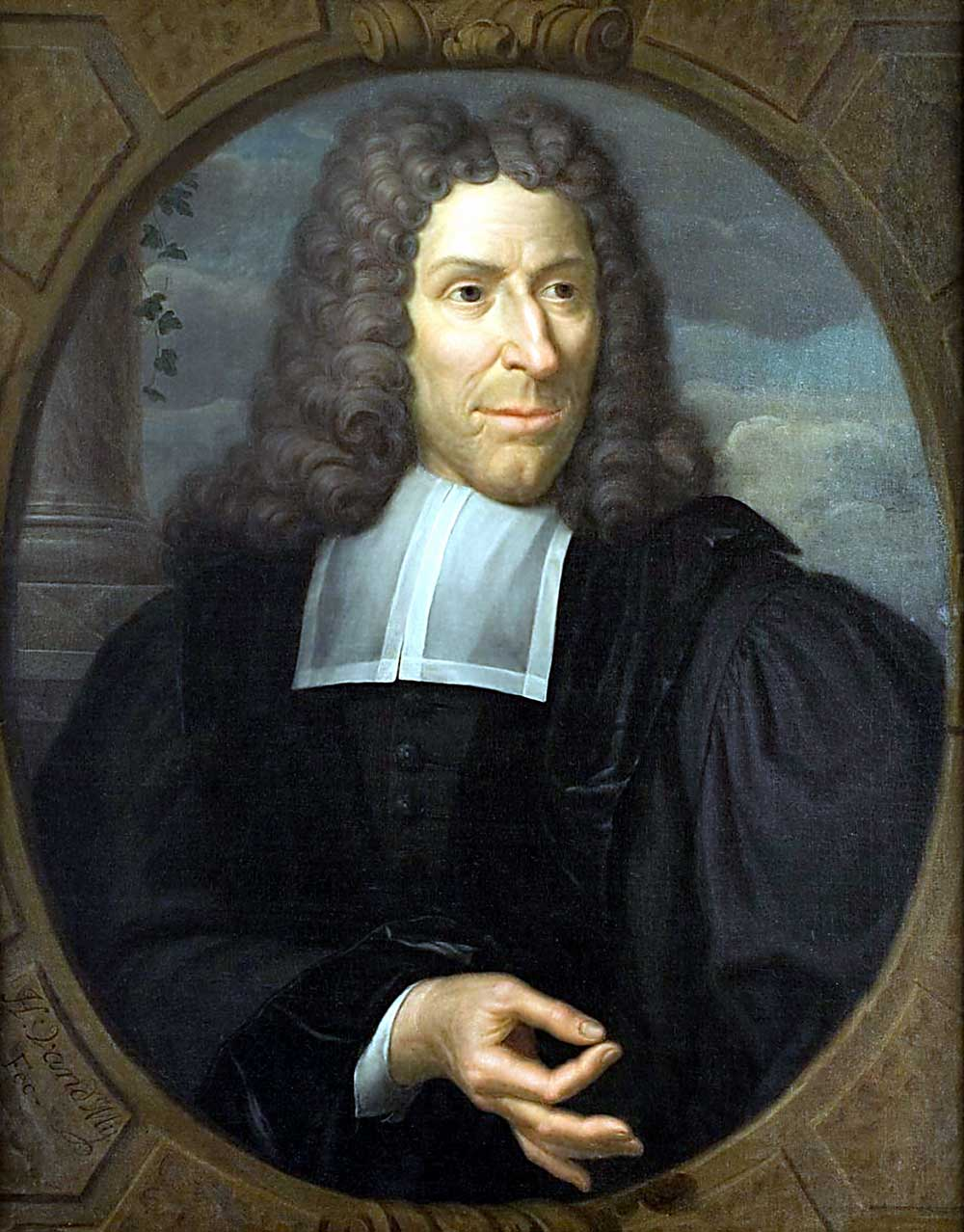
Frederik Dekkers

Frederik Dekkers, latinisiert auch Friedericus Deckers (* 23. Dezember 1644 in ’s-Hertogenbosch; † 3. November 1720 in Leiden) war ein niederländischer Mediziner.

## Leben

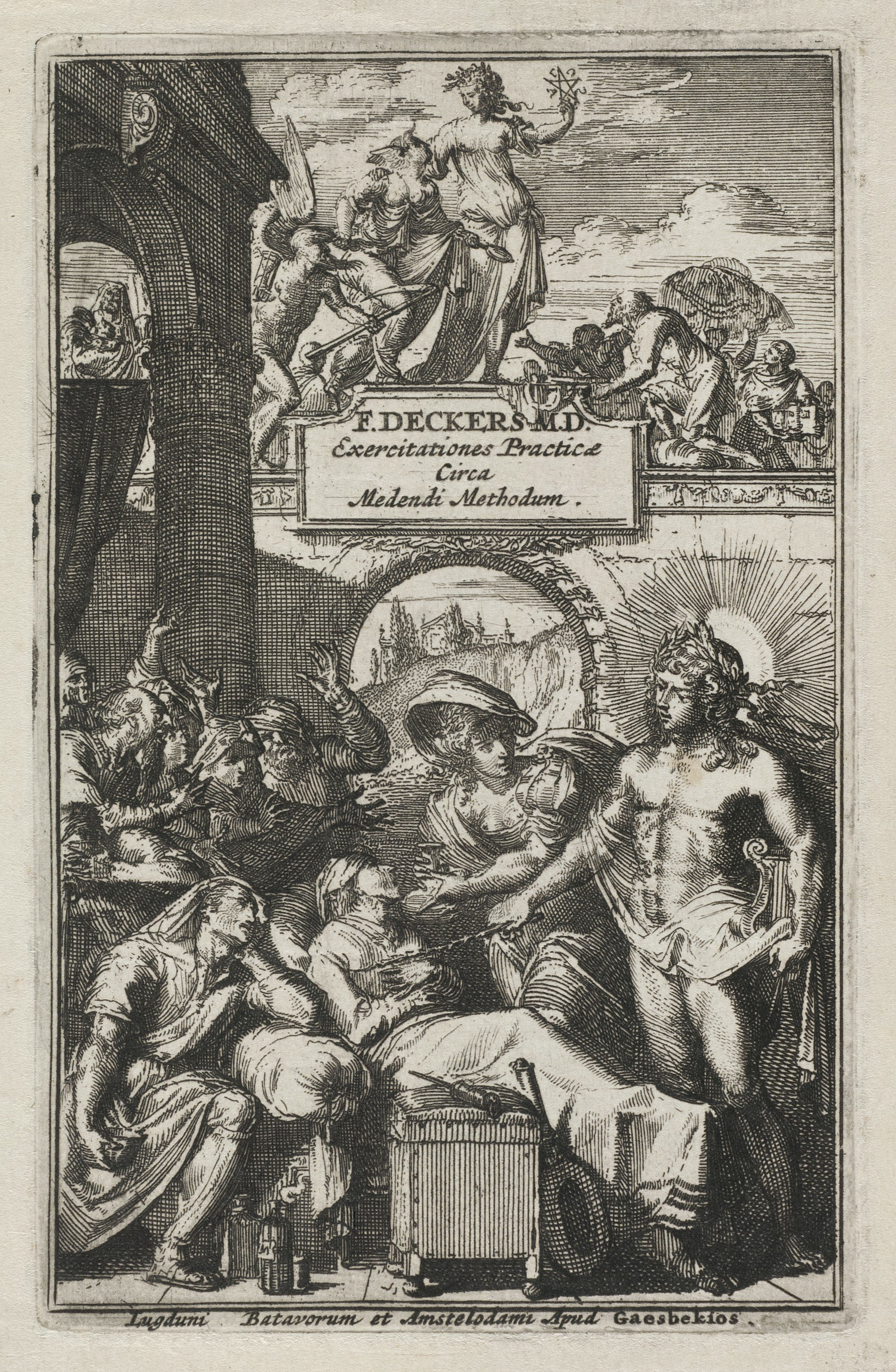
Titelkupfer von Exercitationes practicae

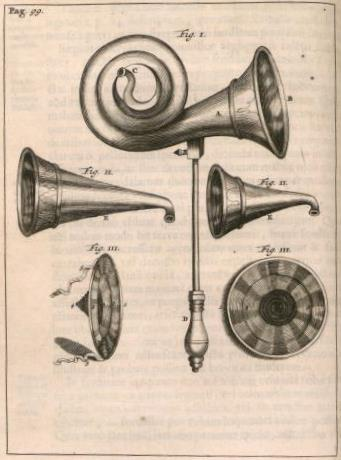
Ohrmuschel (Entw.: Frederick Dekkers)

Frederik Dekkers war der Sohn des Hubertus Dekkers. Er erhielt den ersten Unterricht in seiner Geburtsstadt, wo er unter anderem seinen späteren Lehrer Florentius Schuyl kennenlernte. Am 5. Dezember 1664 immatrikulierte er sich als Student der Medizin an der Universität Leiden, wo er die Vorlesungen von Franciscus Sylvius, Schuyl und Johannes Hornius (auch: van Horne, 1621–1670) besuchte. Am 1. Februar 1668 wurde er mit dem Thema de Dolore captis zum Doktor der Medizin promoviert. Anschließend ließ er sich als Arzt in Leiden nieder. Hier trat er als Herausgeber der Schriften des Amsterdamer Arztes Paul Barbette (1620–1666) in Erscheinung. Dazu gehören Pauli Barbette tractatus de peste sum notis (Leiden 1667) und Praxis Barbettiana, cum notis et observationibus (Leiden 1669, 1675, 1678).
1673 wurde er selbst als Autor des Werkes Exercitationes practicae circa methodum medendi, auctoritate, ratione et observationibus plurimis confirmatae aktiv. Darin ordnet er in acht Abteilungen verschiedene Arzneimittel, die zur Behandlung der damals bekannten Krankheiten bekannt waren. Am 15. November 1694 wurde er von den Kuratoren der Leidener Hochschule zum Professor der praktischen Medizin berufen, welche Aufgabe er am 20. Dezember desselben Jahres mit der Rede De medicina et medendi methodo (Leiden 1695) antrat. Der erfahrene und kritische Kliniker, der ein Verehrer der Klassiker war, wurde am 18. Mai 1697 Professor des Collegio practico medici, womit die Leitung der Leidener Universitätsklinik verbunden war ernannt.
In seiner Eigenschaft als Leidener Hochschullehrer beteiligte er sich auch an den organisatorischen Aufgaben der Bildungseinrichtung und war 1700/01 Rektor der Alma Mater. Diese Aufgabe legte er mit der Rede Quis revera artis medicae gnarus, quid illius peritus sit dignus vocari? nieder. Als praktischer Mediziner hatte er sich große Verdienste erworben, bis er 1719 emeritiert wurde und Hermannus Oosterdijk Schacht seine Nachfolge antrat. Dekkers hat sich auf dem Gebiet der Tracheotomie (Luftröhrenschnitt) einen Namen erworben und hierzu in Leiden 1673 das erste Bronchotom geschaffen. Er hat zudem eine Ohrmuschel entwickelt, welche Hörgeschädigten helfen sollte. Zudem machte er auf eine zufällig entdeckte leichte Trübung des Harns von schwerkranken Schwindsüchtigen nach Kochen des Urins und Zusatz von Säuren aufmerksam und entdeckte so 1694 eine Möglichkeit des Eiweiß-Nachweises im Harn. Diese erste Beschreibung der Albuminurie hatte jedoch keine Auswirkungen auf die damalige Praxis und geriet zunächst in Vergessenheit. geriet. Eine Gesamtausgabe seiner medizinischen Schriften erfolgte 1743 in Amsterdam in zwei Bänden.

## Schriften (Auswahl)
- Praxis Barbettiana. Leiden 1669 (books.google.de)
- Exercitationes practicae circa medendi methodum. 2., erweiterte Auflage. Cornelius Boutesteyn und Jordaan Luchtmans, Leiden (1694) 1695 (books.google.de).
- Genees-konstige, of werk-stellige oeffeningen. Leiden 1717 (books.google.de).